# David Pérez Sañudo
David Pérez Sañudo (Bilbao, Vizcaya, 12 de abril de 1987) es un director, guionista y productor español, conocido por coescribir y dirigir el largometraje Ane, ganador de tres premios de la Academia de Cine. Forma parte del conocido como Nuevo Cine Vasco de Sentimiento.

## Biografía
Licenciado en Comunicación Audiovisual por la Universidad Carlos III de Madrid y máster en dirección cinematográfica en la ESCAC, Pérez Sañudo dio sus primeros pasos con el cortometraje Indirizzo, protagonizado por Pablo Rivero y Leticia Dolera y rodado en 35 milímetros. 
Tras bregarse en el cine como auxiliar de dirección de No habrá paz para los malvados de Enrique Urbizu, quien ya había sido profesor suyo en su etapa universitaria, y trabajos similares en otros filmes, se establece en Vitoria con la productora Amania Films, con la que encadena una decena de cortometrajes. Entre ellos se encuentran Indirizzo, Malas vibraciones, Artificial, Tiempos muertos, Aprieta pero raramente ahoga y Un coche cualquiera. A su faceta como director se une la de productor, a través de la citada compañía, participando en trabajos ajenos como De-mente de Lorenzo Ayuso, Extático de Azahara Gómez, Villa Mnemósine de Rubén Salazar o Moda y Oculto de Imanol Ortiz López.
En el año 2020, da su salto al largometraje con Ane, con la que Pérez Sañudo gana el Premios Goya al Mejor guion adaptado junto a Marina Parés. Además, el film obtiene el mérito de ser el primero en el que su actriz principal, Patricia López Arnáiz, ostenta el premio a Mejor actriz protagonista en los Premios Goya hablando en euskera.
También ese mismo año se emite su primer crédito de relieve en televisión, como director de Alardea, serie de ETB protagonizada por Itziar Ituño, que al igual que su primer filme está rodada en euskera. Previamente, había sido el principal responsable de Si vienes, repites, webserie vitoriana que contó con un variopinto elenco de actores entre los que se encontraban Fernando Albizu, Isabel Gaudí, David Blanka, Jon Plazaola o Ana Arias. Asimismo, ha dirigido diversos spots publicitarios para marcas como El Almendro.
En 2021, se anuncia su fichaje por Atresmedia Cine para escribir y dirigir Cava dos fosas, adaptación cinematográfica de la novela homónima de Félix García Hernán.

## Cinematografía

### Cortometrajes
Director de más de una decena de cortometrajes desde el año 2011. En 2017 estrena Aprieta pero raramente ahoga, con Adam Jezierzki y Fernando Albizu, que logra casi 30 premios en festivales de todo el mundo. Tras estrenarse en ZINEBI, gana el premio Día d´Asturies del Festival Internacional de cine de Gijón, así como el premio a mejor cortometraje en el Festival de Cabra. Logra varias nominaciones al Méliès de plata a mejor cortometraje fantástico europeo.
En 2019 estrena Un coche cualquiera, protagonizado por Álvaro Cervantes, Patricia López Arnáiz y Jorge Pobes. El cortometraje entra en la shortlist de los Goya, tras pasar por festivales como Clermont-Ferrand, Mórbido, Fantaspoa, Brest European Short Film Festival o Brussels Short Film Festival.
En 2021 estrena Vatios, que compite en la sección oficial de ZINEBI. Pasa por festivales como Aguilar Film Festival, ALCINE, Huesca, Elche o Alfas del Pi. 
En 2021, La colcha y la madre se estrena en Málaga. El cortometraje logra casi 20 premios y pasa por la sección oficial de certámenes como ABYCINE, ALCINE, Zaragoza, Guadalajara (México) o Varsovia (Warsaw International Film Festival).
En 2021 se estrena Au Pair en la sección oficial de Sitges. El cortometraje logra distintas nominaciones al Méliès de plata a mejor cortometraje fantástico europeo y visita algunos de los principales certámenes de género del mundo, como la Semana Fantástica de San Sebastián, Molins de Rei, Splat! o Grossman Fantastic Film and Wine Festival, donde logra la mención especial del jurado. El cortometraje es seleccionado en Guadalajara film festival y logra la nominación a los Premios Forqué en la categoría de mejor cortometraje.

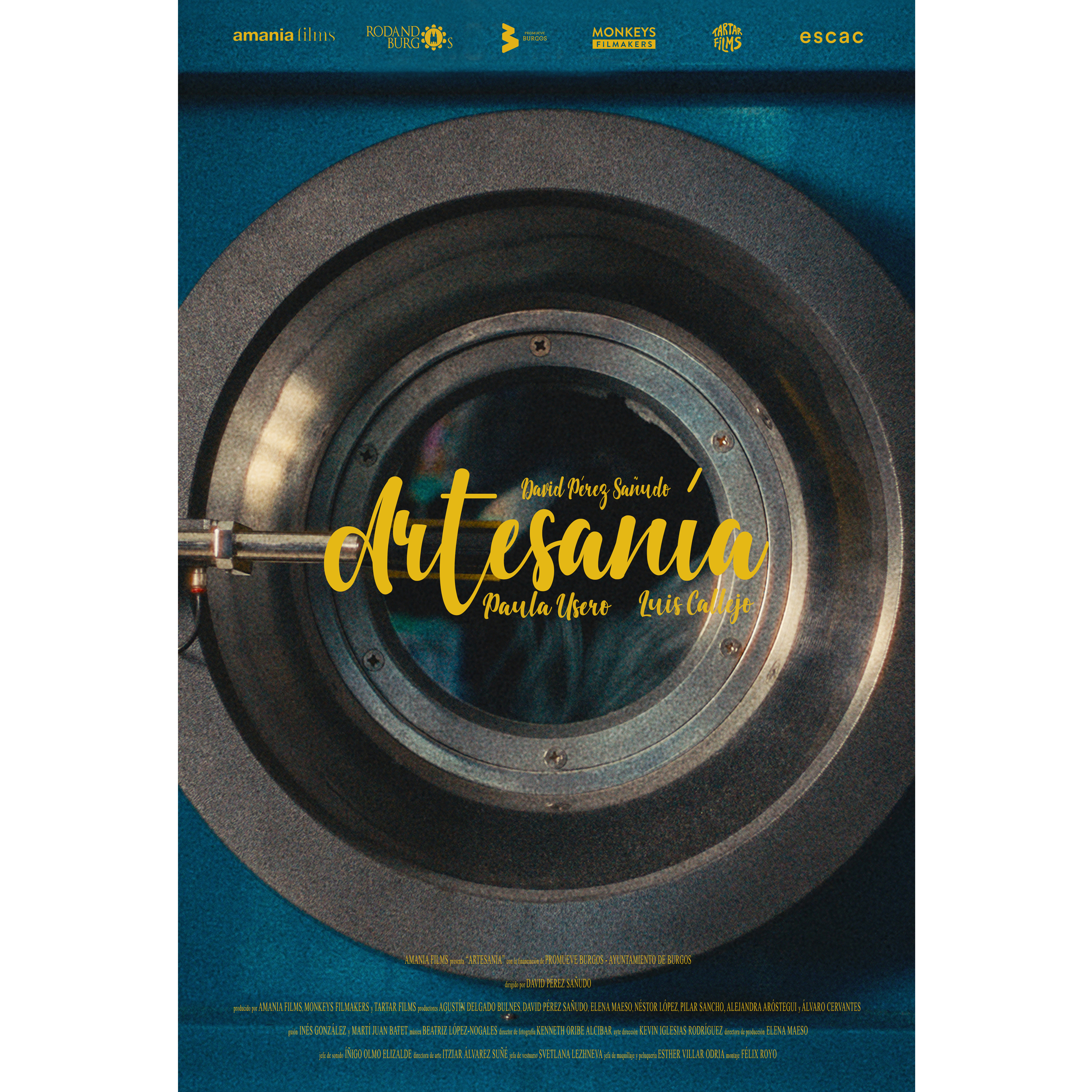
Cartel del cortometraje Artesanía (2023)

En 2023, Artesanía (2023); protagonizado por Paula Usero y Luis Callejo junto con Fernando Albizu, Isabel Gaudí, Juan Carlos Casero y Javier Fuente; se estrena en el festival de Medina del Campo, iniciando un gran recorrido al ganar el Premio al Mejor Guion (Inés González y Martí Juan Batet) en dicho festival, al que seguirán otros como Mejor Banda Sonora Original (Beatriz López-Nogales) y Mejor Dirección en el Festival de Cine de Comedia de Tarazona y el Moncayo; Mejor Actor Protagonista para Luis Callejo, una Mención Especial para Fernando Albizu y Mejor Cortometraje en el certamen Luna de Cortos; o Mejor Cortometraje en la Muestra de cine del Centro Botín.
En 2024, el cortometraje Agrio, protagonizado por Patricia López Arnaiz e Itziar Ituño fue galardonado con la Biznaga de plata del Festival de Málaga a la mejor dirección de cortometraje. El cortometraje ya fue estrenado previamente en Zinebi en 2023 y pasó por citas como el Festival de Zaragoza o Clermont-Ferrand. También en 2024 estrena El rey de la semana,  protagonizado por Nacho Sánchez, Álvaro Cervantes y María Cerezuela.

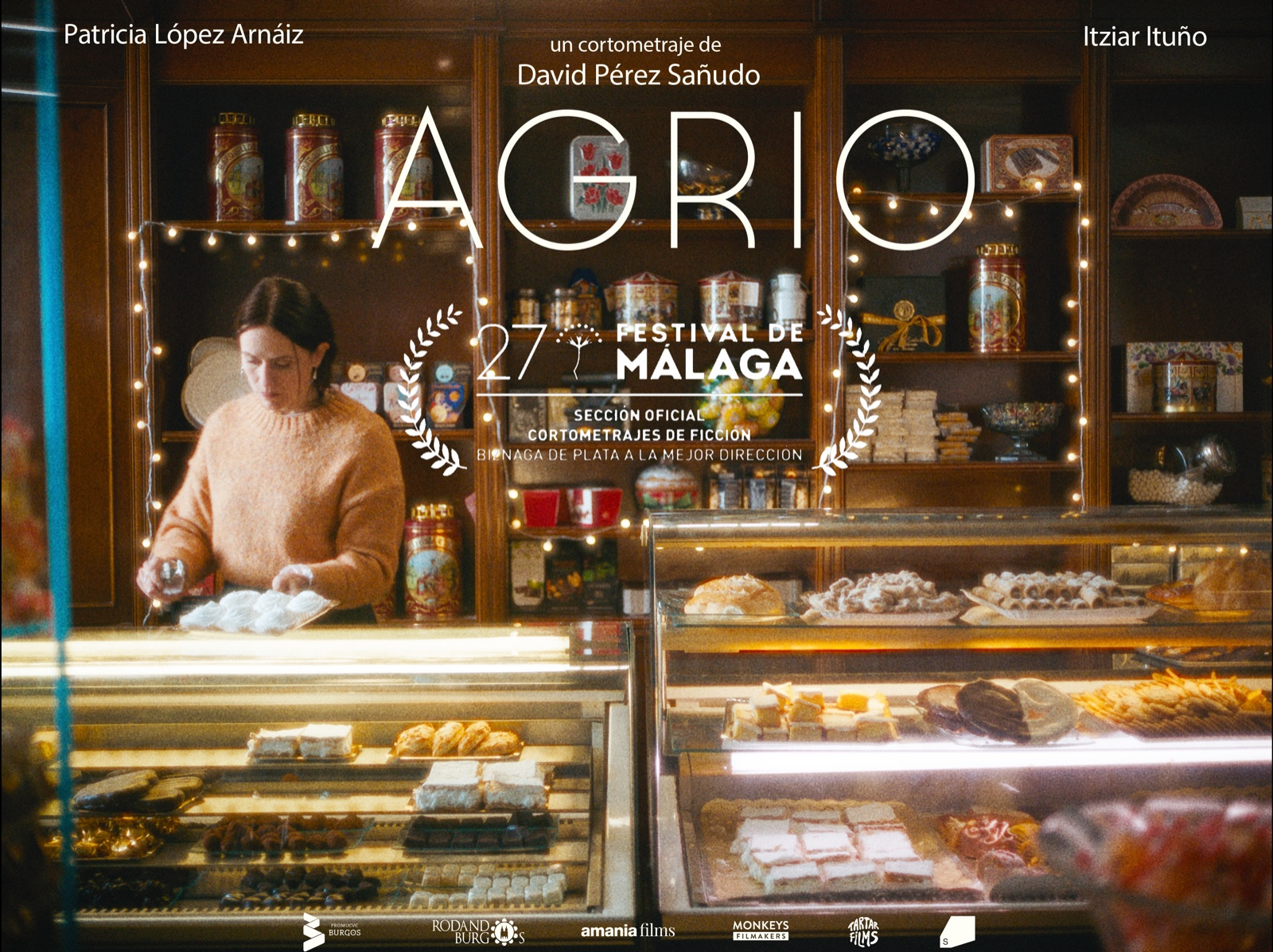
Agrio, Biznaga de Plata a la mejor dirección de cortometraje

### Largometrajes
Su espaldarazo definitivo en la industria llega en 2020 con Ane, su primer largometraje como director, coescrito junto a Marina Parés. Impulsado gracias a su inclusión en la II edición de La Incubadora de The Screen, y con un cortometraje homónimo previo que sirvió como carta de presentación, el proyecto iniciaría su periplo en el Festival Internacional de Cine de San Sebastián, donde recibe el Premio Irizar al Cine Vasco. La película aglutinaría un notable palmarés de premios antes de convertirse en uno de los títulos triunfadores de la 35.ª edición de los Premios Goya, con tres galardones: Mejor actriz protagonista para Patricia López Arnaiz, Mejor actriz revelación para Jone Laspiur y Mejor guion adaptado para Sañudo y su coguionista Parés.
A principios de 2024 acomete el rodaje de su segundo largometraje: Los últimos románticos, basado en la novela homónima de Txani Rodríguez, valedora del Premio Euskadi de Literatura 2021. La película, producida por La Claqueta PC e Irusoin, cuenta la historia de Iurne (Miren Gaztañaga), una mujer insegura, solitaria y con tendencias hipocondríacas, que trabaja en una fábrica de papel situada en las afueras de un pueblo industrial en Álava. Su vida se limita a un reducido círculo de conocidos: sus compañeros de trabajo, una vecina con la que comparte algo parecido a una amistad y un operador de Renfe a quien consulta horarios de trenes que nunca toma. Su frágil equilibrio estallará cuando se detecte un bulto en un pecho, lo que coincidirá con un conflicto laboral en el que se ve implicada. Es entonces cuando su vida toma un giro inesperado, ofreciéndole la oportunidad que, quizás sin saberlo, siempre había estado esperando.
Los últimos románticos se estrena finalmente en el Festival Internacional de Cine de San Sebastián, en la sección New Directors, así como en el Festival Internacional de Varsovia y en el Festival Internacional de Cine de la India de Goa, ambos de categoría A.
En octubre de 2024 inicia el rodaje de su tercer largometraje, Sacamantecas, protagonizado por Antonio de la Torre, Patricia López Arnáiz y Josean Bengoetxea, contando además en su reparto con Eneko Sagardoy, Haizea Carneros, Fernando Albizu, Luis Callejo, Iraia Elías, Urko Olazabal, Fernando Pérez Sañudo o Edurne Azkarate.

### Series
Tras dirigir la miniserie Alardea en 2020, Pérez Sañudo ejerce de showrunner para Detective Touré junto con Carlos Vila. La serie, producida por RTVE está inspirada en las novelas de Ion Arretxe. En ella, Touré, un inmigrante guineano asentado en Bilbao, se gana la vida como improvisado detective resolviendo casos que afectan a los vecinos del barrio. Su pericia, intuición y particular sentido del humor le llevan a ganarse la confianza de la Ertzaintza. Pero también le involucrará en una compleja trama de drogas y tráfico humano que pondrá en riesgo su vida y la de su hija.  

## Premios y reconocimientos
| Año  | Categoría                                                | Película | Resultado |
| ---- | -------------------------------------------------------- | -------- | --------- |
| 2021 | Mejor guion adaptado (David Pérez Sañudo y Marina Parés) | Ane      | Ganador   |
| 2021 | Mejor dirección novel                                    | Ane      | Nominado  |
| 2021 | Mejor película                                           | Ane      | Nominado  |

| Año  | Categoría                | Película | Resultado |
| ---- | ------------------------ | -------- | --------- |
| 2021 | Mejor película dramática | Ane      | Nominado  |
| 2021 | Mejor guion              | Ane      | Nominado  |

| Año  | Categoría          | Película | Resultado |
| ---- | ------------------ | -------- | --------- |
| 2022 | Mejor cortometraje | Au Pair  | Nominado  |

| Año  | Categoría                                             | Película             | Resultado |
| ---- | ----------------------------------------------------- | -------------------- | --------- |
| 2012 | Mejor cortometraje                                    | Indirizzo            | Nominado  |
| 2021 | Mejor cortometraje                                    | La colcha y la madre | Nominado  |
| 2024 | Biznaga de plata a la mejor dirección de cortometraje | Agrio                | Ganador   |

| Año  | Categoría                            | Película               | Resultado |
| ---- | ------------------------------------ | ---------------------- | --------- |
| 2020 | 1-2 Competition                      | Ane                    | Nominado  |
| 2021 | Short Film International Competition | La colcha y la madre   | Nominado  |
| 2024 | 1-2 Competition                      | Los últimos románticos | Nominado  |

| Año  | Categoría                    | Película  | Resultado |
| ---- | ---------------------------- | --------- | --------- |
| 2012 | Nova Autoria                 | Indirizzo | Nominado  |
| 2021 | Sección Oficial Cortometraje | Au Pair   | Nominado  |